# جورج حبش
جرج حبش ملقب به الحکیم (به انگلیسی: George Habash؛ ۲ اوت ۱۹۲۶ – ۲۶ ژانویهٔ ۲۰۰۸) از رهبران سیاسی ملی‌گرای فلسطینی بود. او در سال ۱۹۶۷ میلادی، به همراه سایر اعضای چپ‌گرای جنبش ملی‌گرای عرب از جمله ابوعلی مصطفی و احمد جبرئیل، جبهه مردمی برای آزادی فلسطین را تأسیس نمود و تا ژوئیهٔ سال ۲۰۰۰ میلادی، دبیرکل آن بود.

## زندگی‌نامه
حبش در خانواده‌ای مسیحی ارتدوکس به‌دنیا آمد. در هنگام جنگ اعراب و اسرائیل (۱۹۴۸) حبش، دانشجوی پزشکی دانشگاه آمریکایی بیروت، برای خدمت به عنوان پزشک وظیفه به زادگاه‌اش لد بازگشته بود که لد به اشغال صهیونیستها درآمده و ساکنین شهر، از جمله او و خانواده‌اش، از آنجا بیرون رانده شدند. سه سال بعد او و عده‌ای از دانشجویان عرب، جنبش ملی‌گرای عرب را بنیاد نهادند. آن‌ها کلید آزادی فلسطین را اتحاد اعراب و غلبه بر تسلط غرب می‌دانستند.
حبش پس از تبعید از فلسطین، در امان (شهری در اردن) ساکن شده و کلینیکی عمومی و مدرسه‌ای برای کودکان پناهنده تأسیس نمود. وی پس از آن‌که به اتهام مشارکت در تلاش برای براندازی شاه حسین به صورت غیابی ۳۳ سال زندان محکوم شد، به سوریه گریخت. در آن‌جا او به تدریج به حمایت از جمال عبدالناصر، چهرهٔ سرشناس پان‌عرب آن دوران برخاست.
پس از شکست سنگین ارتش‌های مصر، اردن، سوریه و عراق در جنگ شش روزه (۱۹۶۷)، تحت تأثیر افکار مارکسیست لنینیستی به همراه سایر اعضای چپ‌گرای جنبش ملی‌گرای عرب، جبهه مردمی برای آزادی فلسطین را بنیان نهاد.

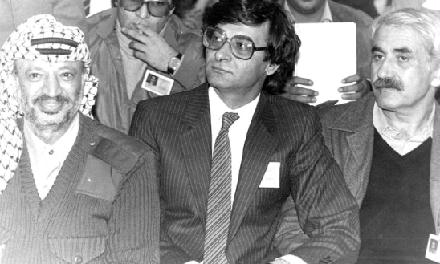
«حبش» در کنار محمود درویش و یاسر عرفات

## درگذشت
حبش در ۲۶ ژانویهٔ ۲۰۰۸، در سن ۸۱ سالگی بر اثر ایست قلبی در بیمارستانی در امان، اردن درگذشت.